# Teuhe
Teuhe di Huahine, altrimenti nota come Teuhe (Téfareri'i, 1840 – Arue, 21 agosto 1891), è stata regina di Huahine dal 1888 al 1890.

## Biografia
Teuhe era figlia dell'allora capo supremo Ari'imate che divenne sovrano dell'isola di Huahine dal 1852. Sua madre era invece Tehaapapa che, dopo la deposizione del marito nel 1868, salì al trono col nome di Tehaapapa II.
Quando sua madre nel 1888 firmò le condizioni per un protettorato sull'isola da parte della Francia, scoppiò una rivolta per assicurarsi il mantenimento dell'indipendenza dell'isola dal dominio straniero. Buona parte dei nobili locali che si opponevano all'ingerenza della Francia negli affari di stato, decisero di detronizzare la regina Tehaapapa II e di porre al suo posto proprio la figlia Teuhe.
Proclamata sovrana il 22 febbraio 1888, appena due anni dopo (22 luglio 1890) venne detronizzata a sua volta dal fratello che la costrinse alla fuga verso Tahiti per cercare protezione dall'ormai ex marito, il re Pomare V. Morì il 21 agosto 1891.
Sul trono di Huahine fece ritorno l'anziana regina Tehaapapa II, riabilitata dopo il termine delle rivolte.

## Matrimonio e figli
Sposò in prime nozze, a Huahine, l'11 novembre 1857 (divorziata il 5 agosto 1861), Pomare V, re di Tahiti, figlio primogenito della regina Pomare IV di Tahiti, dal quale ebbe un figlio ed una figlia.